# 岩瀬政雄
岩瀬 政雄（いわせ まさお、1949年（昭和24年）4月12日 - ）は、日本の映画音楽プロデューサー、元・東宝ミュージック代表取締役社長。東京都出身。
東宝の音楽プロデューサーとしてゴジラシリーズや黒澤明監督作品を手掛けた。

## 経歴
1974年に東宝へ入社し、東宝レコードに配属。27歳の時に東宝録音センターで黛敏郎の曲を見つけたのをきっかけに、LP「日本の映画音楽 黛敏郎の世界」を出す。紀伊國屋の帝都無線でアルバムで1位を獲得。1978年にLP「日本の映画音楽 伊福部昭の世界」の好評を受け、LP「ゴジラ」をリリース。特撮音楽及び伊福部音楽の再評価の基礎を築いた。
1977年、映画『悪魔の手毬唄』から映画音楽の制作に携わる。1981年、東宝レコードが倒産し、東宝映画に移り、音楽事務を担当。その後、東宝音楽出版の立ち上げに参加。1983年、映画『嵐を呼ぶ男』で音楽プロデューサーとして初クレジット。東映の高桑忠男、石川光と並び、日本映画における音楽プロデューサーの先駆けと称される。
1989年、『ゴジラvsビオランテ』よりゴジラシリーズの音楽プロデューサーを担当。『ゴジラvsキングギドラ』（1991年）からは伊福部昭を起用し、『ゴジラvsデストロイア』（1995年）までともに音楽制作を手掛けた。1996年の『モスラ』を最後に宮内と共に特撮映画を退く。
その後もプロデューサーの仕事を続け、2010年に東宝ミュージックの代表取締役社長に就任。2014年邦画初となる『ゴジラ』シネマ・コンサートをプロデュースする。2015年4月24日に退任。

## 参加作品
| 公開年 | 公開年   | 作品名                      | 製作（配給）                                                                                            |                          |
| ------ | -------- | --------------------------- | --- | ------------------------ |
| 1979年 | 11月3日  | 遠い明日                    | 東宝映画 （東宝）                                                                                       | 音楽事務                 |
| 1980年 | 4月26日  | 影武者                      | 東宝映画 黒澤プロダクション （東宝）                                                                    | 音楽事務                 |
| 1981年 | 8月8日   | 連合艦隊                    | 東宝映画 （東宝）                                                                                       | 音楽事務                 |
| 1981年 | 11月7日  | 駅 STATION                  | 東宝映画 （東宝）                                                                                       | 音楽事務                 |
| 1982年 | 8月7日   | ハイティーン・ブギ          | 東宝映画 （東宝）                                                                                       | 音楽事務                 |
| 1982年 | 12月18日 | ウィーン物語 ジェミニ・YとS | 東宝映画 （東宝）                                                                                       | 音楽事務                 |
| 1983年 | 5月21日  | 細雪                        | 東宝映画 （東宝）                                                                                       | 音楽事務                 |
| 1983年 | 8月4日   | 嵐を呼ぶ男                  | 東宝映画 ジャニーズ事務所 （東宝）                                                                      | 音楽プロデューサー       |
| 1983年 | 12月24日 | あいつとララバイ            | 東宝映画 ジャニーズ事務所 （東宝）                                                                      | 音楽プロデューサー       |
| 1983年 | 12月24日 | エル・オー・ヴィ・愛・N・G  | 東宝映画 ジャニーズ事務所 （東宝）                                                                      | 音楽プロデューサー       |
| 1984年 | 10月6日  | おはん                      | 東宝映画 （東宝）                                                                                       | 音楽プロデューサー       |
| 1984年 | 12月15日 | ゴジラ                      | 東宝映画 （東宝）                                                                                       | 新宿の広場に集まる群衆役 |
| 1985年 | 2月9日   | 菩提樹の丘                  | 東宝 集英社                                                                                             | 音楽プロデューサー       |
| 1985年 | 6月1日   | 乱                          | グリニッチ・フィルム ヘラルド・エース （東宝）                                                          | 音楽プロデューサー       |
| 1985年 | 8月31日  | 夜叉                        | 東宝 グループ・エンカウンター                                                                           | 音楽プロデューサー       |
| 1985年 | 11月9日  | 春の鐘                      | 東宝映画 （東宝）                                                                                       | 音楽プロデューサー       |
| 1985年 | 12月21日 | 姉妹坂                      | 東宝映画 （東宝）                                                                                       | 音楽プロデューサー       |
| 1986年 | 12月13日 | 恋する女たち                | 東宝映画 （東宝）                                                                                       | 音楽プロデューサー       |
| 1987年 | 1月17日  | 映画女優                    | 東宝映画 （東宝）                                                                                       | 音楽プロデューサー       |
| 1987年 | 8月1日   | トットチャンネル            | 東宝映画 （東宝）                                                                                       | 音楽プロデューサー       |
| 1987年 | 8月1日   | 19ナインティーン            | 東宝映画 ジャニーズ事務所 （東宝）                                                                      | 音楽プロデューサー       |
| 1987年 | 9月26日  | 竹取物語                    | フジテレビ 東宝映画 （東宝）                                                                            | 音楽プロデューサー       |
| 1987年 | 12月19日 | 「さよなら」の女たち        | 東宝映画 （東宝）                                                                                       | 音楽プロデューサー       |
| 1988年 | 5月21日  | つる -鶴-                   | 東宝映画 （東宝）                                                                                       | 音楽プロデューサー       |
| 1989年 | 5月13日  | マイフェニックス            | 東宝映画 東急エージェンシー （東宝）                                                                    | 音楽プロデューサー       |
| 1989年 | 7月22日  | ガンヘッド                  | 東宝映画 サンライズ BANDAI 角川書店 IMAGICA （東宝）                                                    | 音楽プロデューサー       |
| 1989年 | 11月3日  | 君は僕をスキになる          | 東宝映画 プルミエ・インターナショナル （東宝）                                                          | 音楽プロデューサー       |
| 1989年 | 12月16日 | ゴジラvsビオランテ          | 東宝映画 （東宝）                                                                                       | 音楽プロデューサー       |
| 1990年 | 12月15日 | 山田ババアに花束を          | フィルムフェイス トレジャ・アイランド （東宝）                                                          | 音楽プロデューサー       |
| 1991年 | 1月26日  | !［ai-ou］                  | スタッフシーカ フットワークプロダクション （東宝）                                                      | 音楽プロデューサー       |
| 1991年 | 6月1日   | 咬みつきたい                | キャストス MMI （東宝）                                                                                 | 音楽プロデューサー       |
| 1991年 | 11月16日 | 超少女REIKO                 | 東宝映画 （東宝）                                                                                       | 音楽プロデューサー       |
| 1991年 | 12月14日 | ゴジラvsキングギドラ        | 東宝映画 ファーストウッド・エンターテインメント （東宝）                                                | 音楽プロデューサー       |
| 1992年 | 4月18日  | 奇跡の山 さよなら、名犬平治 | TBS NTTアド 東宝企画 （東宝）                                                                           | 音楽プロデューサー       |
| 1992年 | 11月7日  | エンジェル 僕の歌は君の歌   | 日本テレビ キャストス デスティニー （東宝）                                                             | 音楽プロデューサー       |
| 1992年 | 12月12日 | ゴジラvsモスラ              | 東宝映画 （東宝）                                                                                       | 音楽プロデューサー       |
| 1993年 | 9月4日   | 卒業旅行 ニホンから来ました | バンダイビジュアル 東宝                                                                                 | 音楽プロデューサー       |
| 1993年 | 12月11日 | ゴジラvsメカゴジラ          | 東宝映画 （東宝）                                                                                       | 音楽プロデューサー       |
| 1994年 | 2月5日   | ラストソング                | フジテレビ 東宝映画 （東宝）                                                                            | 音楽プロデューサー       |
| 1994年 | 7月9日   | ヤマトタケル                | 東宝映画 （東宝）                                                                                       | 音楽プロデューサー       |
| 1994年 | 10月22日 | 四十七人の刺客              | 日本テレビ サントリー 東宝映画 （東宝）                                                                 | 音楽プロデューサー       |
| 1994年 | 12月10日 | ゴジラvsスペースゴジラ      | 東宝映画 （東宝）                                                                                       | 音楽プロデューサー       |
| 1995年 | 5月27日  | ひめゆりの塔                | 東宝映画 （東宝）                                                                                       | 音楽プロデューサー       |
| 1995年 | 12月9日  | ゴジラvsデストロイア        | 東宝映画 （東宝）                                                                                       | 音楽プロデューサー       |
| 1996年 | 10月26日 | 八つ墓村                    | 角川書店 フジテレビ 東宝映画 （東宝）                                                                   | 音楽プロデューサー       |
| 1996年 | 12月14日 | モスラ                      | 東宝映画 （東宝）                                                                                       | 音楽プロデューサー       |
| 1997年 | 5月17日  | 恋は舞い降りた。            | ワニブックス 博報堂 IMAGICA デスティニー （東宝）                                                       | 音楽プロデューサー       |
| 1997年 | 8月30日  | シャ乱Qの演歌の花道         | フジテレビ メリエス （東宝）                                                                            | 音楽プロデューサー       |
| 1998年 | 6月6日   | 絆 -きずな-                 | 東宝映画 （東宝）                                                                                       | 音楽プロデューサー       |
| 2001年 | 4月7日   | いのちの海                  | イーハーフィルムズ                                                                                      | 音楽プロデューサー       |
| 2001年 | 6月9日   | みんなのいえ                | フジテレビ プルミエ・インターナショナル クロスメディア （東宝）                                         | 音楽プロデューサー       |
| 2003年 | 3月15日  | 卒業                        | フジテレビ TOKYO FM 電通 バンダイビジュアル ポニーキャニオン デスティニー エンジンネットワーク （東宝） | 音楽プロデューサー       |